# کیسادا (تگزاس)
کیسادا (به انگلیسی: Quesada) یک منطقهٔ مسکونی در ایالات متحده آمریکا است که در تگزاس واقع شده‌است. کیسادا ۲۵ نفر جمعیت دارد.